# UCI Road Women World Cup 2000
De UCI Road Women World Cup 2000, ook bekend als de Wereldbeker wielrennen voor vrouwen 2000, was de derde editie van deze internationale wielerwedstrijdcyclus voor vrouwen, die werd georganiseerd door de internationale wielerfederatie UCI. De competitie bestond ditmaal uit zeven wedstrijden, en begon op 10 maart met de wereldbekerwedstrijd in Canberra, Australië. 

## Puntentelling
De nummers één tot en met twintig behaalden punten voor het wereldbekerklassement.
- 1e plaats - 75 pnt
- 2e plaats - 50 pnt
- 3e plaats - 35 pnt
- 4e plaats - 30 pnt
- 5e plaats - 27 pnt

- 6e plaats - 24 pnt
- 7e plaats - 21 pnt
- 8e plaats - 18 pnt
- 9e plaats - 15 pnt
- 10e plaats - 11 pnt

- 11e plaats - 10 pnt
- 12e plaats - 9 pnt
- 13e plaats - 8 pnt
- 14e plaats - 7 pnt
- 15e plaats - 6 pnt

- 16e plaats - 5 pnt
- 17e plaats - 4 pnt
- 18e plaats - 3 pnt
- 19e plaats - 2 pnt
- 20e plaats - 1 pnt

## Overzicht
| №  | Datum | Wedstrijd                                    | Locatie                        | Winnares          |
| -- | ----- | -------------------------------------------- | ------------------------------ | ----------------- |
| #1 | 10/03 | Australia World Cup                          | Canberra, Australië            | Anna Wilson       |
| #2 | 18/03 | Primavera Rosa                               | San Remo, Italië               | Diana Žiliūtė     |
| #3 | 12/04 | Waalse Pijl                                  | Hoei, België                   | Geneviève Jeanson |
| #4 | 03/06 | Coupe du Monde Cycliste Féminine de Montréal | Montreal, Canada               | Pia Sundstedt     |
| #5 | 04/06 | Liberty Classic                              | Philadelphia, Verenigde Staten | Petra Rossner     |
| #6 | 27/08 | Rotterdam Tour                               | Rotterdam, Nederland           | Chantal Beltman   |
| #7 | 08/09 | Grand Prix Willem Tell                       | Embrach, Zwitserland           | Pia Sundstedt     |

## Eindklassement
| №  | Naam                          | Punten | Punten | Punten | Punten | Punten | Punten | Punten | Totaal |
| №  | Naam                          | #1     | #2     | #3     | #4     | #5     | #6     | #7     | Totaal |
| -- | ----------------------------- | ------ | ------ | ------ | ------ | ------ | ------ | ------ | ------ |
|    | Diana Žiliūtė                 | —      | 75     | 30     | 35     | 50     | 10     | 30     | 230    |
|    | Pia Sundstedt                 | —      | 4      | 50     | 75     | —      | 11     | 75     | 215    |
|    | Mirjam Melchers               | 35     | 24     | —      | 27     | 4      | 15     | 35     | 140    |
| 4  | Chantal Beltman               | —      | 27     | —      | 6      | 5      | 75     | 9      | 122    |
| 5  | Fabiana Luperini              | —      | —      | —      | 50     | —      | —      | 50     | 100    |
| 6  | Susanne Ljungskog             | —      | 8      | 24     | —      | —      | 27     | 27     | 86     |
| 7  | Petra Rossner                 | —      | —      | —      | —      | 75     | —      | —      | 75     |
| 8  | Geneviève Jeanson             | —      | —      | 75     | —      | —      | —      | —      | 75     |
| 9  | Anna Wilson                   | 75     | —      | —      | —      | —      | —      | —      | 75     |
| 10 | Mirella van Melis             | 50     | —      | —      | —      | —      | 18     | 0      | 68     |
| 11 | Ina-Yoko Teutenberg           | —      | 50     | —      | —      | 9      | 9      | —      | 68     |
| 12 | Priska Doppmann               | —      | 18     | 21     | 4      | 10     | —      | 8      | 61     |
| 13 | Heidi Van De Vijver           | —      | 21     | 10     | 15     | 7      | 1      | 4      | 58     |
| 14 | Cindy Pieters                 | —      | 7      | 27     | 7      | —      | —      | 15     | 56     |
| 15 | Yvonne Brunen                 | —      | 30     | 1      | —      | 6      | 7      | 11     | 55     |
| 16 | Leontien Zijlaard-Van Moorsel | —      | —      | —      | —      | —      | 50     | —      | 50     |
| 17 | Elsbeth Vink                  | —      | —      | —      | 30     | 18     | —      | —      | 48     |
| 18 | Alessandra Cappellotto        | —      | —      | 18     | —      | —      | —      | 24     | 42     |
| 19 | Arenda Grimberg               | —      | —      | —      | —      | 15     | 21     | 6      | 42     |
| 20 | Vera Hohlfeld                 | —      | —      | —      | —      | 35     | 6      | —      | 41     |
| 21 | Tatiana Stiajkina             | —      | 6      | 9      | 21     | —      | —      | 0      | 36     |
| 22 | Giovanna Troldi               | —      | 35     | —      | —      | —      | —      | 0      | 35     |
| 23 | Goulnara Ivanova              | —      | —      | —      | —      | —      | 35     | —      | 35     |
| 24 | Fany Lecourtois               | —      | —      | 35     | —      | —      | —      | —      | 35     |
| 25 | Nicole Brändli                | —      | 1      | 15     | —      | —      | —      | 18     | 34     |
| 26 | Jacinta Coleman               | 18     | 5      | 11     | —      | —      | —      | —      | 34     |
| 27 | Gabriella Pregnolato          | —      | —      | —      | —      | —      | 30     | 0      | 30     |
| 28 | Sigrid Corneo                 | 30     | —      | —      | —      | —      | —      | 0      | 30     |
| 29 | Katia Longhin                 | —      | —      | —      | —      | 30     | —      | —      | 30     |
| 30 | Megan Hughes                  | —      | —      | —      | —      | 27     | —      | —      | 27     |
| 31 | Hayley Rutherford             | 27     | —      | —      | —      | —      | —      | —      | 27     |
| 32 | Tracey Gaudry                 | 1      | —      | —      | 24     | —      | —      | —      | 25     |
| 33 | Jenny Algelid                 | —      | —      | —      | —      | —      | 24     | —      | 24     |
| 34 | Sarah Symington               | —      | —      | —      | —      | 24     | —      | —      | 24     |
| 35 | Anne Samplonius               | 24     | —      | —      | —      | —      | —      | —      | 24     |
| 36 | Jolanta Polikevičiūtė         | —      | —      | —      | —      | —      | —      | 21     | 21     |
| 37 | Tina Mayolo                   | —      | —      | —      | —      | 21     | —      | —      | 21     |
| 38 | Bridget Evans                 | 21     | —      | —      | —      | —      | —      | —      | 21     |
| 39 | Pamela Schuster               | —      | —      | —      | 18     | —      | —      | —      | 18     |
| 40 | Karen Kurreck                 | 10     | —      | 8      | —      | —      | —      | —      | 18     |
| 41 | Joane Somarriba               | —      | 9      | 7      | —      | —      | —      | —      | 16     |
| 42 | Monica Valen                  | —      | 15     | —      | —      | —      | —      | —      | 15     |
| 43 | Susy Pryde                    | 15     | —      | —      | —      | —      | —      | —      | 15     |
| 44 | Simona Parente                | —      | 3      | —      | 11     | —      | —      | —      | 14     |
| 45 | Ceris Gilfillan               | —      | —      | 4      | 8      | —      | —      | —      | 12     |
| 46 | Karen Dunne                   | —      | —      | —      | —      | 11     | —      | —      | 11     |
| 47 | Marion Clignet                | —      | 11     | —      | —      | —      | —      | —      | 11     |
| 48 | Katie Mactier                 | 11     | —      | —      | —      | —      | —      | —      | 11     |
| 49 | Roberta Bonanomi              | —      | —      | —      | 10     | —      | —      | 0      | 10     |
| 50 | Catherine Marsal              | —      | —      | —      | —      | —      | —      | 10     | 10     |
| 51 | Sara Felloni                  | —      | 10     | —      | —      | —      | —      | —      | 10     |
| 52 | Lyne Bessette                 | —      | —      | —      | 9      | —      | —      | —      | 9      |
| 53 | Sandy Espeseth                | 9      | —      | —      | —      | —      | —      | —      | 9      |
| 54 | Debby Mansveld                | —      | —      | —      | —      | —      | 8      | 0      | 8      |
| 55 | Vanja Vonckx                  | —      | —      | —      | —      | 8      | —      | —      | 8      |
| 56 | Margaret Hemsley              | 8      | —      | —      | —      | —      | —      | —      | 8      |
| 57 | Lenka Ilavská                 | —      | —      | —      | —      | —      | —      | 7      | 7      |
| 58 | Erin Carter                   | 7      | —      | —      | —      | —      | —      | —      | 7      |
| 59 | Rasa Polikevičiūtė            | —      | —      | —      | 5      | —      | —      | 2      | 7      |
| 60 | Elisabeth Brunel              | —      | —      | 6      | —      | —      | —      | —      | 6      |
| 61 | Miho Oki                      | 6      | —      | —      | —      | —      | —      | —      | 6      |
| 62 | Sanne Schmidt                 | —      | —      | —      | —      | —      | 5      | 0      | 5      |
| 63 | Mariëlle van Scheppingen      | 4      | —      | —      | —      | 1      | —      | 0      | 5      |
| 64 | Ghita Beltman                 | —      | —      | —      | —      | —      | —      | 5      | 5      |
| 65 | Svetlana Boebnenkova          | —      | —      | 5      | —      | —      | —      | —      | 5      |
| 66 | Rosalind Reekie-May           | 5      | —      | —      | —      | —      | —      | —      | 5      |
| 67 | Zita Urbonaite                | —      | —      | —      | 1      | —      | 3      | 0      | 4      |
| 68 | Veronique Belleter            | —      | —      | —      | —      | —      | 4      | —      | 4      |
| 69 | Yvonne Schnorf                | —      | —      | —      | —      | —      | —      | 3      | 3      |
| 70 | Greta Zocca                   | —      | —      | —      | —      | 3      | —      | —      | 3      |
| 71 | Julie Young                   | —      | —      | —      | 3      | —      | —      | —      | 3      |
| 72 | Aline Camboulives             | —      | —      | 3      | —      | —      | —      | —      | 3      |
| 73 | Elisabeth Tadich              | 3      | —      | —      | —      | —      | —      | —      | 3      |
| 74 | Marcia Eicher-Vouets          | —      | —      | —      | —      | 2      | —      | 0      | 2      |
| 75 | Valeria Cappellotto           | —      | —      | —      | 2      | —      | —      | 0      | 2      |
| 76 | Evy Van Damme                 | —      | —      | —      | —      | —      | 2      | —      | 2      |
| 77 | Daniela Veronesi              | —      | —      | 2      | —      | —      | —      | —      | 2      |
| 78 | Ragnhild Kostøl               | —      | 2      | —      | —      | —      | —      | —      | 2      |
| 79 | Kim Shirley                   | 2      | —      | —      | —      | —      | —      | —      | 2      |
| 80 | Marika Murer                  | —      | —      | —      | —      | —      | —      | 1      | 1      |